# Belsazar Hacquet
Belsazar (Balthasar ou Balthazar) de la Motte Hacquet (Conquet, 1739 (286 anos) — Viena, 10 de janeiro de 1815) foi um médico e naturalista de origem francesa.

## Publicações
- Abbildung und Beschreibung der südwest- und östlichen Wenden, Illyrer und Slaven...
- Plantae alpinae carniolicae (1782).
- Hacquet's mineralogisch-botanische Lustreise, von dem Berg Terglou in Krain zu dem Berg Glokner in Tyrol, im Jahr 1779 und 81 (1783).
- Hacquet's neueste physikalischpolitische Reisen in den Jahren 1788 und 1789 durch die dacischen und sarmatischen oder nördlichen Karpathe (dois volumes, 1790-1791).
- Reise durch die norischen Alpen physikalischen und andern Inhalts unternommen in den Jahren 1784 bis 1786 ... (Nuremberg, 1791).
- Physische und technische Beschreibung der Flintensteine... (Vienne, 1792).
- Bemerkungen über die Entstehung der Feuer- oder Flintensteine, etc. (Berlin, 1806).
- L'Illyrie et la Dalmatie, ou mœurs, usages et costumes de leurs habitans... (traduzido do alemão por  Jean Baptiste Joseph Breton de La Martinière (1777-1852), dois volumes, 1815).